# ウィリアム・コヴェントリー (第5代コヴェントリー伯爵)

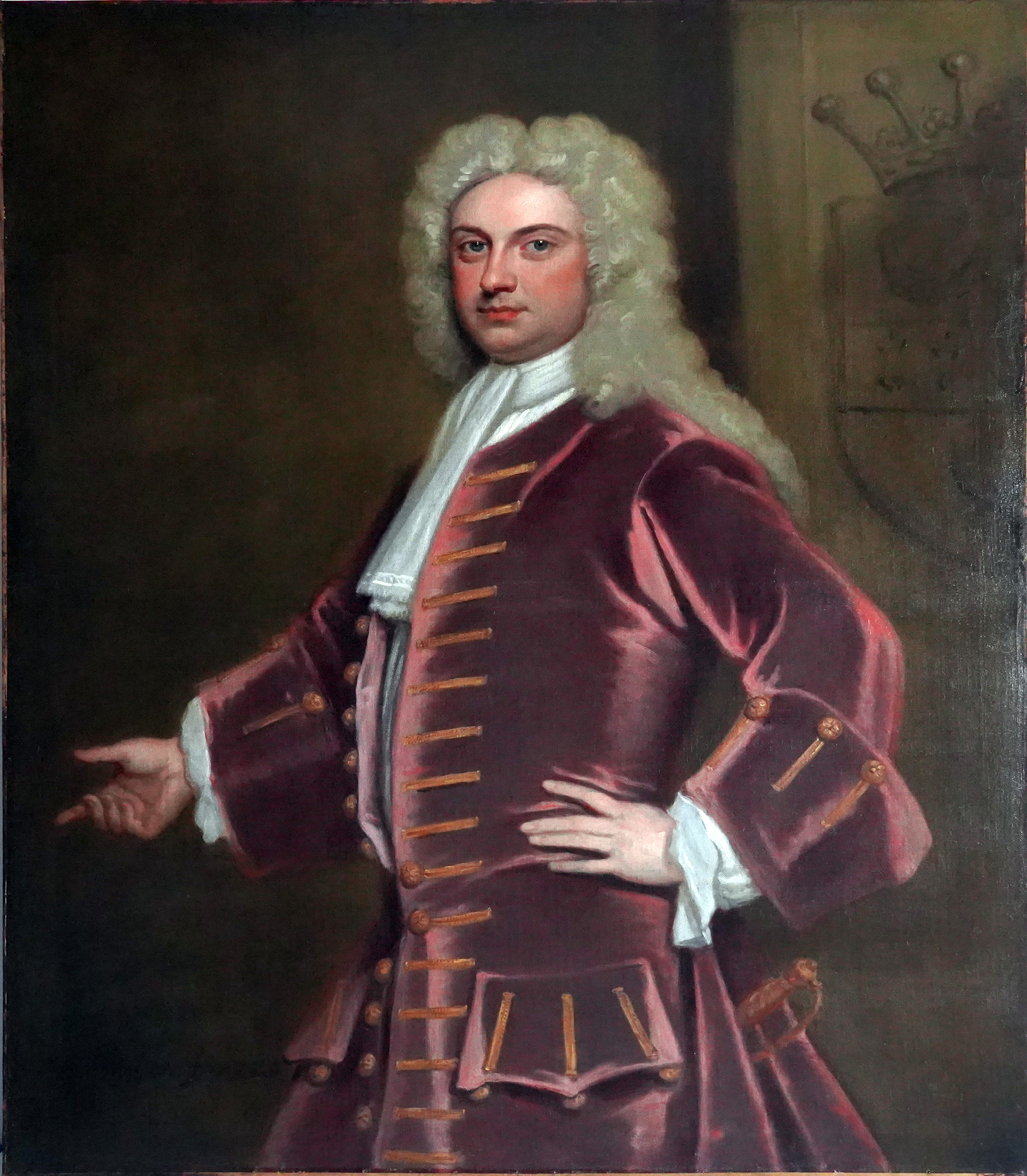
ゴドフリー・ネラーによる肖像画、1720年。

第5代コヴェントリー伯爵ウィリアム・コヴェントリー（英語: William Coventry, 5th Earl of Coventry PC、1676年ごろ – 1751年3月18日）は、グレートブリテン王国の貴族、政治家。1708年から1719年まで庶民院議員を務めた。

## 生涯
ウォルター・コヴェントリー（Walter Coventry、1692年没、ウォルター・コヴェントリーの息子）と妻アン（Anne、旧姓ホルクーム（Holcombe）、ハンフリー・ホルクームの娘）の息子として、1676年ごろに生まれた。1692年に父が死去すると、その遺産を継承した。1693年4月13日、ケンブリッジ大学ペンブルック・カレッジに入学した。
1708年イギリス総選挙でブリッドポート選挙区から出馬して当選を果たし、1710年、1713年、1715年の総選挙でも再選した。庶民院ではホイッグ党として行動して、1710年にヘンリー・サシェヴェレルの弾劾に賛成、1711年12月に「スペインなくして講和なし」の動議に賛成、1713年6月にフランスとの通商法案に反対、1714年3月にリチャード・スティールの議会追放に反対、1715年以降のホイッグ党政権期では常に与党に同調した。
初代エグモント伯爵ジョン・パーシヴァルによれば、コヴェントリーはホイッグ党政権期に貴族院秘書官の官職就任を求めたことがあった。コヴェントリーが1,000ポンド払うというと、ロバート・ウォルポールは翌朝に金を持ってくるよういったが、翌日に金を持ってきたコヴェントリーに対しさらに500ポンド追加しなければならないと返答した。コヴェントリーが翌日に1,500ポンドを持ってくると、同じく貴族院秘書官の官職を求めたウィリアム・クーパー（William Cowper）が2,000ポンド出すと言ったため、ウォルポールはコヴェントリーに同額の支払いを求め、コヴェントリーが怒って拒否すると秘書官の職がクーパーに与えられた。結局、コヴェントリーは1717年から1719年まで宮廷職のClerk of the Green Clothを務めるに留まった。
1719年10月27日に遠戚にあたる第4代コヴェントリー伯爵ギルバート・コヴェントリーが死去すると、コヴェントリー伯爵位の特別残余権（special remainder）に基づき爵位を継承した。同年12月16日にウスターシャー統監に、12月21日にウスターシャー首席治安判事に任命され、いずれも1751年に死去するまで務めた。1720年3月22日、枢密顧問官に任命された。
貴族院では常に首相ロバート・ウォルポールに反対して野党トーリー党に同調した。ブリッドポート選挙区では影響力を確立して、1747年まで1議席を掌握した。1741年イギリス総選挙ではコヴェントリー伯爵の指名者が2議席ともに勝ち取ったが、1747年イギリス総選挙では2議席ともに得られなかった。また、カウンティ選挙区であるウスターシャー選挙区にも影響力があり、1722年と1727年ではトーリー党と妥協して1議席ずつ指名したが、1734年イギリス総選挙では野党に転じていたため、ホイッグ党候補の第4代準男爵サー・トマス・リトルトンが十分な支持を得られなかったと感じて選挙戦から撤退、トーリー党が2議席を占める結果になった。1741年イギリス総選挙では選挙戦の失策によりトーリー党第2代フォーリー男爵トマス・フォーリーの推す候補2名が当選したが、1747年イギリス総選挙ではトーリー党候補のうち1名が立候補辞退したため、息子ジョージ・ウィリアムが無投票で当選した。
1740年5月14日、オックスフォード大学よりD.C.L.の学位を授与された。
1751年3月18日に死去、長男トマス・ヘンリーに先立たれたため次男ジョージ・ウィリアムが爵位を継承した。

## 家族
1720年、エリザベス・アレン（Elizabeth Allen、1738年11月23日没、ジョン・アレンの娘）と結婚、3男をもうけた。
- トマス・ヘンリー（1721年3月27日 – 1744年5月20日） - 庶民院議員、生涯未婚[1]
- ジョージ・ウィリアム（1722年4月26日 – 1809年9月3日） - 第6代コヴェントリー伯爵[1]
- ジョン・バークリー（1724年3月21日 – 1801年3月16日） - 庶民院議員、生涯未婚[11]